# Телегина, Елена Александровна
Еле́на Алекса́ндровна Теле́гина (род. 6 июля 1962, Москва) — российский экономист, член-корреспондент РАН, доктор экономических наук, профессор, Декан факультета международного энергетического бизнеса, зав. кафедрой стратегического управления ТЭК, Директор Института геополитики и энергетики России, директор Международной школы бизнеса, руководитель Программы МВА РГУ нефти и газа имени И. М. Губкина.
Специалист в области глобальной энергетической безопасности и мировой энергетической экономики. Её профессиональные интересы включают вопросы трансформации энергетических рынков, стратегического управления топливно-энергетическим комплексом, внешней энергетической политики и международных инвестиции в ТЭК, ей принадлежит приоритет в разработке концепции углеводородной экономики 21 века.
Е. А. Телегина внесла значительный научный и практический вклад в формирование концепции глобальной энергетической безопасности и внешней энергетической политики государства, принимала непосредственное участие в подготовке российской позиции по обеспечению энергетической безопасности на встречах стран «Большой восьмерки».
Имеет большой опыт научной и практической работы в сфере международных экономических отношений. В 1997-99 годах, являясь заместителем министра топлива и энергетики России, руководила направлением международного сотрудничества и привлечения инвестиций в ТЭК России, была Председателем Совета Директоров НК «Роснефть», Заместителем Председателя Международной Конференции Европейской Энергетической Хартии. Много лет входит в Совет директоров Союза нефтеэкспортеров России.

## Биография

### Образование, ученая степень, звания
1984 г. окончила экономический факультет Московского государственного университета им. М. В. Ломоносова
1984—1987 г. Аспирантура экономического факультета Московского государственного университета им. М. В. Ломоносова
1987 г. Защитила кандидатскую диссертацию по научно-технической интеграции в Восточной Европе, Москва
1995 г. Защитила докторскую диссертацию по финансированию инвестиционной деятельности на базе проектного финансирования, Москва
2011 г. Избрана членом-корреспондентом Российской Академии наук

### Карьера
С 1987 года преподаватель Московского Института нефти и газа имени И. М. Губкина (в настоящее время — Российского государственного Университета нефти и газа им. И. М. Губкина)
1994 г. Аналитик Департамента проектного финансирования Казначейства компании British Gas plc., Лондон
1994—1997 гг. Инвестиционный банкир международного инвестиционного банка «Банк Париба».
1998 г. Председатель Совета директоров компании «Роснефть»
1998—1999 гг. Заместитель министра топлива и энергетики Российской Федерации, ответственная за международные инвестиции и внешнеэкономическую деятельность
2000—2009 гг. Директор, Член Совета директоров «Лукойл-Интернешнл», Нидерланды
С 1998 г. по настоящее время Член Совета Директоров Союза нефтеэкспортеров России
С января 2000 г. по настоящее время Директор Института энергетики и геополитики России РГУ нефти и газа им. И. М. Губкина
С мая 2011 г. по настоящее время декан факультета международного энергетического бизнеса РГУ нефти и газа им. И. М. Губкина, директор Международной школы бизнеса.
Зав. кафедрой стратегического управления ТЭК международного энергетического бизнеса РГУ нефти и газа им. И. М. Губкина.
Руководитель Программы МВА РГУ нефти и газа им. И. М. Губкина «Управление нефтегазовым бизнесом».

### Опыт работы
Е. А. Телегина является многолетним членом международного Энергетического Совета французского Института нефти (IFP), международного клуба «Энергетика и геополитика» (Ницца).
Член национальной делегации РФ на Всемирных нефтяных конгрессах в 2009 и 2011 годах
Заместитель Председателя Программного Комитета Международной Энергетической Недели
Принимала активное участие в рамках работы Экспертного Совета при Президенте РФ в подготовке встречи лидеров государств стран «Большой Восьмерки» в Санкт-Петербурге в 2006 году, посвященной вопросам глобальной энергетической безопасности.
Как научный редактор подготовила к изданию серию монографий «Энергетическая безопасность России» многотомного издания «Безопасность России» под эгидой Академии наук Российской Федерации, Совета безопасности Российской Федерации и Международного фонда «Знание».
Регулярно принимает участие и выступает с докладами на международных конференциях и симпозиумах по проблемам привлечения инвестиций в отрасли ТЭК, развитию мировых энергетических рынков, по проблемам обеспечения глобальной энергетической безопасности

### Личная жизнь
Муж — академик РАН А. А. Дынкин; есть дочь.
Свободно владеет английским и французским языками.

### Награды
- Награждена юбилейной медалью к 300-летию Российской Академии наук(2024)
- заслуженный работник высшей школы Российской Федерации (2023)

Лауреат Золотой медали и диплома «За доблестный труд» Международного Форума инноваций и развития (2012).
- Почётный работник высшего профессионального образования Российской Федерации (2010).
- Лауреат премии Минобразования (2009)
- Лауреат Золотой медали имени С. И. Вавилова (2008) — высшей награды Международного гуманитарного фонда «Знание»
- Лауреат премии имени И. М. Губкина (2004)
- Лауреат конкурса «ПЕГАЗ» (2000) за лучшие публикации в области нефти и газа.

## Публикации
Автор 25 книг и более чем 200 статей, посвященных инвестициям в нефтегазовый сектор, проектному финансированию, международному нефтегазовому бизнесу, инвестиционной деятельности нефтегазовых компаний, стратегическому управлению в ТЭК, мировому энергетическому комплексу и т. д., в том числе:
- Инвестиционная деятельность корпорации в нефтегазовом комплексе: анализ и управление инвестициями в условиях формирующего рынка М., ГАНГ им. И. М. Губкина, 1997
- Международный бизнес нефтегазовой корпорации: аспекты развития М., ГАНГ им. И. М. Губкина, 1997
- Финансово-экономический анализ инвестиционной деятельности компании нефтегазового комплекса М., ГАНГ им. И. М. Губкина, 1997
- Международные инвестиции в мировую энергетику: механизм реализации и регулирования М., РГУНГ им. И. М. Губкина, 1999 г.
- Тарифы на транспорт углеводородов по магистральным трубопроводам М., РГУНГ им. Губкина, 1999 г.
- Внешний вектор энергетической безопасности России Энергоатомиздат, 2000 г.
- Безопасность России. Правовые, социально-экономические и научно-технические аспекты. Энергетическая безопасность (ТЭК и государство) МГФ «Знание», 2000
- Безопасность России. Правовые, социально-экономические и научно-технические аспекты. Нефтяной комплекс России МГФ «Знание», 2000
- Энергетические мосты (англ. яз.) «Энергоатомиздат», 2000
- Безопасность России. Правовые, социально-экономические и научно-технические аспекты. Электроэнергетика (проблемы функционирования и развития электроэнергетики России) МГФ «Знание», 2001
- Международный транзит энергоносителей в системе энергетической безопасности государства: принципы организации и регулирования М., «Энергоатомиздат», 2001
- Безопасность России. Правовые, социально-экономические и научно-технические аспекты. Газовая промышленность России М., МГФ «Знание», 2005
- Международные инвестиции в мировую энергетику и роль России на глобальных энергетических рынках. М., Информ-Знание, 2005
- Энергетическая безопасность и энергетическая интеграция в Евразии в 21 веке: азиатский профиль. М., Информ-Знание, 2006
- Стратегическое управление нефтегазовым комплексом в условиях неопределенности: тенденции современного развития, М., Информ-Знание, 2008
- Стратегическое управление ТЭК: Экономический кризис и будущее мировой энергетики М., Изд.центр РГУ нефти и газа имени И. М. Губкина, 2009
- Стратегическое управление нефтегазовым комплексом: кризис и перспективы устойчивого развития. М., Информ-Знание, 2009
- Стратегическое управление нефтегазовым комплексом в посткризисный период М., «Макс-пресс», 2010
- Арктика: пространство сотрудничества и общей безопасности М., ИМЭМО РАН, 2010
- Энергетика и геополитика М., Наука, 2011
- Углеводородная экономика М., «Макс-пресс», 2012

Мировая энергетика в структуре мировой экономики, 2015
Постуглеводородная экономика: вопросы перехода, 2017
Цифровая экономика и новый энергетический ландшафт, 2020
Энергетический мир: пандемия и кризис миропорядка , 2022
Вектор на Восток: новые приоритеты энергетических стратегий, 2023